# 刘表
劉表（142年—208年），字景升，山陽郡高平縣（今山東省微山縣西北）人，汉朝宗室，是西漢魯恭王劉餘之子郁桹侯刘骄的九代孙。刘表身长八尺，是东汉末年的一个割据軍閥，領有荊楚數千里之地，並先後由漢廷授封官銜荊州刺史和鎮南將軍、荊州牧、封成武侯、假節。也是漢末的黨錮人士之一。

## 生平

### 早期
劉表於汉顺帝汉安元年（142年）出生，年輕時受過儒家教育，他参加過太學生运动，在士人間享有很崇高的名望。在他17歲當年（158年），向王暢求學。劉表曾於黨錮時期（一說166年、一說169年）與同郡張儉等受到訕議，卻在問罪的詔書下來之前收到風聲，於是被迫逃亡，從而避過迫害。:71:38
光和二年三月（179年），劉表得大將軍何進召為北軍中候，在為十年間，以賢能見稱:44。汉献帝初平元年（190年）荊州刺史王叡被孫堅所殺，董卓於是以朝廷的名義派遣當時的北軍中侯劉表繼任。但當時的荊州一帶並不穩定，朝廷沒有方法實際控制，事實是一紙空文:33。荊州刺史治所在武陵郡臨沅縣（今湖南常德東北），劉表行至宜城，前進的道路已經不通，只好隻身進入:69。
劉表上任初期，荊州的宗賊很多，袁術佔據了魯陽，吳人蘇代又為長沙太守，貝羽為華容長，各據民兵而稱雄，沒有方法直接取得荊州的統治權。他意識到必須要爭取到荊州地區的豪強宗族勢力支持，於是和荊襄大族中蒯良、蒯越、襄陽人蔡瑁等商討穩定荊州的方法。他們討論後決定以「權謀」鏟除反抗的宗賊，以仁政德治以治理荊州，確立了施政的方針:34:69。
劉表便使蒯越遣人前往誘騙宗贼，說得來者五十五人（《後漢書》載十五人），就斬殺他們，並安撫收編他們的部眾。然而，是時唯有江夏賊黨張虎、陳生擁眾據守襄陽，劉表於是再派蒯越及龐季單騎前往勸說，二人答允出降，於是江南悉平。而荊州諸太守、縣令因聽聞劉表的威名，大多解印綬而逃去。劉表自此理兵襄陽，以觀時變。

### 跨蹈漢南
在討董聯盟瓦解之後，袁術與袁紹的關係急劇惡化。袁紹於是連結劉表，欲以其牽制袁術。而袁術亦打算襲取荊州，故與長沙太守孫堅結合，並命孫氏一起合擊劉表。劉表最初與孫堅交戰失利，被孫堅圍攻於襄陽城。後來，劉表卻因孫堅戰死而反敗為勝，但對戰事的詳情卻有三種不同的記載：
- 根據《典略》記載，劉表在被圍後命令大將黃祖於夜間出兵與孫堅對抗，黃祖失利敗走，竄入峴山之中。孫堅於是乘勝追擊黃祖，卻被黃祖的部下用箭伏殺於竹林之間。
- 《後漢書》稱劉表被圍於襄陽後，黄祖前來救援，而孫堅就在交戰中被流矢所殺。
- 《英雄記》稱劉表的部將呂公（或稱呂介）領兵屯駐於山上，孫堅以輕騎上山討伐呂公時，被敵軍射中其頭，因而斃亡。

由於孫堅戰死對戰事造成影響，促使劉表反敗為勝，解除了荆州的危機。
初平三年（192年）四月，董卓在長安被呂布殺死，其餘部李傕、郭汜卻又再次進據長安，誅殺司徒王允，挾持天子。劉表於是遣使入朝朝貢，李傕、郭汜二人為了穩固自己勢力，便以朝廷的命詔遣御史中丞钟繇封劉表為「鎮南將軍、荊州牧，封成武侯，假節」，呼為伯父，置長史、司馬、從事中郎，開府辟召，儀如三公，希望能夠結連劉表為外援。
初平四年（193年），劉表截斷袁術的糧道，使其無法再盤踞南陽，迫使他往兗、豫方向出走，間接促成了袁術與曹操之間的匡亭之戰。此舉不但徹底除去袁術覬覦荊州的野心，更借曹操軍的力量削弱袁術勢力，使其更加遠離荊州，減少了對荊州威脅，也鞏固了自己在荊州的統治權。
建安元年（196年），漢獻帝被曹操迎於許都，劉表雖然再次遣使奉貢，但亦與北方的袁紹保持關係。治中鄧羲於是勸諫劉表，劉表不聽，答曰：「内不失貢職，外不背盟主，此天下之達義也。治中獨何怪乎？」（對內，我沒有對朝貢之事上失責；對外，我亦沒有違背盟主，這才是當今天下的達義之道。怎麼只有你老是在怪我呢？）鄧羲不滿，於是辭疾而退，終劉表之任內不再出仕。
其時驃騎將軍張濟自關中出走南陽，因糧盡而攻打其南陽郡的穰縣，卻因中飛矢而死，其侄張繡於是收兵而退出穰縣。荊州官員知道後皆向劉表祝賀。劉表卻說：「濟以窮來，主人無禮，至於交鋒，此非牧意，牧受吊不受賀也。」（張濟因窮途末路而來，我作為主人卻如此無禮，這並非我的本意，故我只受弔唁而不受祝贺。）之後，劉表又派人招誘張濟的餘部，其眾聞訊而大喜，盡皆服從。劉表於是安排張繡屯兵於宛城，成為劉表在北方的藩屬勢力，替他抵禦外敵。
當初，長沙太守張羨因性格屈強、桀驁不馴，故被劉表輕視而沒有被禮待。張羨懷恨在心，最終於建安三年（198年）率領長沙、零陵、桂陽三郡叛逆劉表，劉表因而遣兵攻伐，卻連年不下。及後張羨病死，長沙民眾又擁立其子張懌為主，劉表不久後方能攻下張懌。於是劉表順勢廣開南方的疆土，成為「南收零（陵）、桂（陽），北據漢川，地方數千里，帶甲十餘萬」的大軍閥。
在平定荊南之後，劉表與交州牧張津之間漸生仇隙。在建安四年至八年間（199—203年），交州牧張津對劉表連年用兵。然而交州兵微將寡，故即與劉表作戰經年仍是徒勞無功。直至建安八年（203年），張津被部下殺害，劉表為染指交州，便旋即派遣屬下賴恭出任交州刺史，希望搶先在朝廷任命官員前佔有交州。同時，他又任命部屬吳巨為蒼梧太守，以接替剛病故的史璜。另一方面，以曹操為首的漢廷則拜交趾太守士燮為「綏南中郎將，董督（交州）七郡，領交阯太守如故」，旨在抗衡劉表在交州的勢力。
劉表上任前荊州境內混亂，出現武裝割據，劉表擔任荊州牧後，平定割據，並令境內的豪強服從。荊州從此萬里肅清，群民悦服。另一方面，從關西、兗州、豫州來投靠荆州的學者又有上千人之多，劉表對他們都能加以安撫賑贍，學者們受到資助，亦能得到保護。由於荊州境內界抵抗武裝已被肅清，劉表於是開立學官，博求儒士，又命綦毋闓、宋忠等學者撰寫《五經章句》，並稱之為後定。同時劉表還模仿皇帝舉辦郊祀。

### 中立偏安
建安五年（公元200年），劉表與張繡合擊曹操，雙方互有勝負。其後曹操與袁紹相持於官渡，據守南陽的張繡接受謀士賈詡的建議，向曹操請降，劉表從此失去了對南陽的影響力。接著，袁紹又遣人求助於劉表，劉表向來使許諾，卻又不正式派遣軍隊助戰，亦不肯協援曹操，只希望自保於（長）江、漢（水）之間，以觀天下之變。
從事中郎韓嵩、別駕劉先就向劉表说：「今豪傑並爭，兩雄相持，天下之重在於將軍。若欲有為，起乘其敝可也；如其不然，固將擇所宜從。豈可擁甲十萬，坐觀成敗？求援而不能助，見賢而不肯歸！此兩怨必集于將軍，恐不得中立矣。曹操善用兵，且賢俊多歸之，其勢必舉袁紹，然後移兵以向江漢，恐將軍不能禦也。今之勝計，莫若舉荊州以附曹操，操必重德將軍，長享福祚，垂之後嗣，此萬全之策也。」（如今豪傑並爭，兩個雄主相持於官渡，所以決定天下之局勢的重任就在於將軍了。若果將軍是想有所作為的話，就應該乘此機會而起事；但若不然，就應該選擇可以跟從的雄主。將軍您又怎能擁兵十萬，而坐觀成敗？袁紹前來求援，您又不派兵協助；曹操賢明，您又不肯歸隨。這兩大勢力不管誰勝誰負，都會因怨恨而來對付將軍你的，屆時我們恐怕不能再保持中立了。我等認為曹操善於用兵，而且又多賢臣俊士歸附，他必定能夠一舉殲滅袁紹，然後就會把兵鋒指向我們，恐怕將軍到時候也不能夠與其抗衡吧。如今必勝之計，莫過於舉荊州之眾而歸附曹操，而曹操必定會看重將軍的恩德，您就能長享福祚，子孫晏然，這才是真正的萬全之策啊！）
大將蒯越亦如此勸劉表，但劉表狐疑不決，便派遣韓嵩前往晉見曹操，以探其虛實。他對韓嵩說：「如今天下大亂，大勢未知所定，而曹公奉天子於許都，希望閣下能夠替我觀其虛實。」韓嵩答曰：「至聖者可以通達於普世的價值、忠節，次一等者則只能緊守現存公認的氣節。而我韓嵩，僅僅是守節者而已。所謂事君為君，君臣之間的關係既定，所以可以以死守節；現在我奉命前往朝廷仕宦獻身，正因為是將軍您的命令，所以即使是赴湯蹈火，我也是萬死不辭的。以我的觀察，曹公明哲，必定能匡濟天下，如果將軍能夠上順天子，下歸曹公的話，必定能夠享百世安康之福，荊楚之地亦定會受其庇佑，那麼您就應該派我出使了；但若然您舉棋不定，卻仍命我出使京師的話，一旦天子封我為官，我便會成為天子的屬臣、將軍的故吏了。正如在君為君的道理一樣，我韓嵩只可守命於天子，在道義上就不能夠再為將盡忠效命了。唯望將軍慎重三思，不要有負韓嵩。」
劉表以為韓嵩只因怯懼而推搪，便強行命他出使。韓嵩到了許都後，果如其所言，他被天子拜為侍中，遷零陵太守，他回來以後大為稱頌朝廷和曹操的威德，又勸劉表派遣質子入朝侍奉。劉表認為韓嵩懷有二心，於是大會群臣數百人，陳兵而責見他。其時劉表盛怒，手持符節想要下令殺他，還屢說：「嵩敢懷貳邪！」（韓嵩你竟敢懷二心啊！）在場的群眾大為驚慌，想叫韓嵩謝罪，但韓嵩卻不為所動，只向劉表說道：「將軍負嵩，嵩不負將軍。」（是將軍您有負於我，而不是我有負於您。）且亦再陳述其臨行之言。劉表依然怒不可遏，其妻蔡氏知道韓嵩賢良，於是進諫說：「韓嵩，楚國之望也；且其言直，誅之無辭。」（韓嵩名重荊楚，而且他言行率直無假，是誅之無名的。）劉表又拷問韓嵩隨行的手下，得知韓嵩並無他意，方才作罷斬殺他的念頭，但仍然將其囚禁。《三國志》認為劉表外貌儒，但內心卻多疑猜忌，就以上述此事來引證。
建安六年（201年），劉備在汝南為曹操軍所破，於是南行投奔荊州。劉表雖然厚相結待，但沒有重用劉備，只安排他駐紮新野，成為自己的北藩。建安十二年（207年），曹操遠征柳城時，劉備曾勸說劉表起兵後襲許都，劉表不納其言。至及曹操還軍中原，劉表才對劉備說：「不用君言，失此難逢之機。」（之前不採納你的建議，現在就失去了如此良機了。）劉備只得說：「今天下分裂，日尋干戈，事會之來，豈有終極乎？若能應之於後者，則此未足為恨也。」（方今天下分裂，干戈日起，機會定會再出現，又怎會有所終極呢？若果今後能把握機會，這回之事就不足以為恨了。）
不過自建安十二年，曹操還定柳城後，河北局勢已經被穩定下來。在一統中原後，曹操開始為南征的事作準備，而荊州則成為他的第一个攻取的目標。

### 無定後嗣
最初，劉表因為長子劉琦與自己的相貌長得相似，而十分喜愛他。但是後來次子劉琮娶了劉表繼室蔡夫人的侄女，蔡氏就愛屋及烏，喜愛劉琮而討厭劉琦。蔡氏於是經常在劉表面前抵毀劉琦，劉表因為寵信蔡氏，於是逐漸信以為真。另外，蔡夫人之弟蔡瑁及其外甥張允亦得劉表信重，并且又與劉琮相善，故此劉琦越感不安。後來劉琦聽從諸葛亮的建議，向劉表請纓代替戰死的黃祖出任江夏太守，以求自安。
建安十三年（208年），劉表病重，劉琦立即從江夏趕回探視，蔡氏、蔡瑁、張允等人知道劉琦性慈孝，害怕劉表把後事託給他，便定計阻撓劉琦與其父見面，劉琦只好返回江夏:130-131。由於劉琦素來慈孝，張允等人怕其父子二人相見而親情相感，會令劉表確立劉琦為嗣，於是不許劉琦入內探望，並說：「將軍命君撫臨江夏，其任至重。今釋眾擅來，必見譴怒。傷親之歡，重增其疾，非孝敬之道也。」（主公命你鎮守江夏，是個非常重任。如今你留下眾兵將於江夏而擅來襄陽，主公知道後必定會加以怒責。此舉有傷親情，最終只會使他的病情惡化，這實在不是孝敬之道啊。）劉琦被拒諸門外，不能與劉表相見，劉琦只得流涕而去。而據《英雄記》及《魏書》記載，劉表病危時曾想將荊州讓給劉備，劉備不忍趁人之危而再三推卻。但是，南朝宋史学家裴松之在《三国志注》中认为，刘表夫妇早已属意刘琮，这时突然想让刘备接手荆州，不可信。
建安十三年（208年），曹操「顯出宛、葉而間行輕進，以掩其不意」，劉表病情急轉直下，八月便死去:137。劉表因为背疽發作，病重身亡，享年六十七岁，葬于襄阳城东。劉表一死，蔡瑁、張允、蒯越等人立即擁立劉琮做荊州之主:137。刘琮把刘表的侯爵印绶给刘琦，刘琦怒，将印绶扔在地上，想趁奔丧发难。劉琮決定降曹，曹軍尚在宛縣，尚未到達新野:138。因為群臣大多主降曹，於是便在九月向曹操請降，正式結束了劉氏父子在荊州十九年的統治。劉備沒有攻打襄陽，僅是在城下駐馬高呼劉琮出來相見，亦只來到劉表墓前祭奠，拜辭而去:139。

## 學術
劉表是荊州學派的創立人，根據張璠的《漢紀》，劉表與山陽郡的同鄉張隱、薛郁、王訪、宣靖、公褚恭、劉祗、田林并称「八交」，或称「八顧」。而《漢末名士錄》則說劉表與汝南陳翔、范滂、魯國孔昱、勃海苑康、山陽檀敷、張儉、南陽岑晊為「八友」。《後漢書·党锢传序》又載劉表與翟超、岑晊、陳翔、孔昱、苑康、檀敷、張儉八人為「八及」，載劉表與田林，張隱等為「八顧」，《後漢書·劉表傳》載劉表與張儉等人為「八顧」。《三國志·劉表傳》則稱其為「八俊」。

### 學術著作
劉表在任荊州牧其間，曾經與當地學者共同著作了一部名為《荊州星占》（或名《荊州占》）的天文書籍，並在後世流傳了幾百年。至少到了唐代，《荊州星占》仍是李淳風撰《乙巳占》、瞿曇悉達撰《開元占經》時的重要參考書之一。李淳風亦在《乙巳占》中開列他自述是幼小所習誦的星占學參考書共二十五部，其中第十八部就是劉表的《荊州占》。儘管劉表本人未必是《荊州占》的主要編撰者，但其領銜編著的角色，亦證明他對於天象星宿有一定的研究。

## 評價
劉表是儒家士人，英俊瀟灑，品性仁善，為官清廉，理政有方，但是性格怯懦，作風優柔寡斷，在統攝軍事方面更是有所不足。
董卓：「但杀二袁、刘表、孙坚，天下自服从孤耳。」
郭嘉：「表，坐談客耳。」
曹操：「我攻呂布，表不為寇，官渡之役，不救袁紹，此自守之賊也，宜為後圖。」「刘表自以为宗室，包藏奸心，乍前乍却，以观世事，据有当州。」「生子當如孫仲謀（孫權），劉景升兒子若豚犬耳！」
賈詡：「表，平世三公才也；不見事變，多疑無決，無能為也。」
孔融：「竊聞領荆州牧劉表桀逆放恣，所爲不軌，至乃郊祭天地，擬儀社稷。」
裴潛：「劉牧非霸王之才，乃欲西伯自處，其敗無日矣。」又曰:「劉景升，仁義之主也！」
和洽：「荆州刘表无他远志，爱人乐士，土地险阻，山夷民弱，易依倚也。」
王粲：「刘表雍容荆楚，坐观时变，自以为西伯可规。士之避乱荆州者，皆海内之俊杰也；表不知所任，故国危而无辅。」
甘宁：「宁已观刘表，虑既不远，儿子又劣，非能承业传基者也。」
孙权：老贼欲废汉自立久矣，徒忌二袁、吕布、刘表与孤耳。
《魏略》：「劉表性緩，不曉軍事。」
《吳書》：「表，儒人，不習軍事。」
《刘镇南碑》：「猗欤将军，膺期挺生。桓桓其武，温温其人。初干千里，允显使臣。幕府礼命，集于北军。督齐禁旅，如罴如熊。眷然南顾，绥我荆衡。将军之来，民安物丰。江湖交壤，刑清国兴。蔽芾甘棠，召伯听讼。周人勿划，我赖其祯。欲报之德，胡不亿年。如何殂逝，孤弃万民！镌勒墓石，以纪洪勋。昭示来世，垂芳后昆。」
陳壽《三國志》：「袁紹、劉表，咸有威容、器觀，知名當世。表跨蹈漢南，紹鷹揚河朔，然皆外寬內忌，好謀無決，有才而不能用，聞善而不能納，廢嫡立庶，舍禮崇愛，至於後嗣顛蹙，社稷傾覆，非不幸也。」「表雖外貌儒雅，而心多疑忌，皆此類也。」
傅玄：「表既杀望之，荆州士人皆自危也。夫表之本心，於望之不轻也，以直迕情，而谗言得入者，以无容直之度也。据全楚之地，不能以成功者，未必不由此也。夷、叔迕武王以成名，丁公顺高祖以受戮，二主之度远也。若不远其度，惟褊心是从，难乎以容民畜众矣。」
《魏武故事》：「楚有江、汉山川之险，后服先疆，与秦争衡，荆州则其故地。刘镇南久用其民矣。身没之后，诸子鼎峙，虽终难全，犹可引日。」
常璩：「汉末大乱，雄桀并起。若董卓、吕布、二袁、韩、马、张杨、刘表之徒，兼州连郡，众逾万计，叱吒之间，皆自谓汉祖可踵，桓、文易迈。」
范曄《後漢書》：「表招誘有方，威懷兼洽，其奸猾宿賊更為效用，萬里肅清，大小咸悅而服之。」、「在荆州幾二十年，家無餘積。」、「劉表道不相越，而欲臥收天運，擬蹤三分，其猶木禺之於人也。」、「紹姿弘雅，表亦長者。稱雄河外，擅強南夏。魚儷漢舳，雲屯冀馬。闚圖訊鼎，禋天類社。既云天工，亦資人亮。矜彊少成，坐談奚望。回皇冢嬖，身穨業喪。」
柳庄：「昔袁绍、刘表、王凌、诸葛诞，皆一时雄杰，据要地，拥强兵。」
苏夔：「近者刘荆州之意气，袁渤海之纵横，当其吐纳荆扬，鞭笞河朔，猛将厉于雕鹗，谋臣盛于云雨，从容啸咤，有席卷八荒之心，固以震倘肆椋熏灼宇宙者。」
赵蕤：「袁本初虎视河朔；刘景升鹊起荆州；马超、韩遂，雄据於关西；吕布、陈宫，窃命於东夏；辽河海岱，王公十数，皆阻兵百万、铁骑千群，合纵缔交，为一时之杰也。」
李廌：「入自东郭门，言拜景升墓。墓树半枯槎，冥冥立晨雾。鼎国昔未分，萧墙梗天步。呼苍复何用，龙卧独不顾。纡余檀溪水，黯惨蔡州路。登楼欲遣忧，君看仲宣赋。」
苏辙：「隗嚣、刘表，雍容风议，皆得长者之誉，然其败也，皆以去就不明失之。不如张鲁之庸，败亡之余，知所归往，犹能保其后嗣。」
曾巩：「景升得二蒯，坐论胜凶残。正当丧乱时，能使憔悴宽。 缤纷多士至，肃穆万里安。能收众材助，图大信不难， 诸公龙凤姿，有待久盘醒。得一固足兴，致之岂无端。 乃独采樗栎，不知取椅檀。盖云器有极，在理良足叹。」
范仲熊：「刘景升、孙策虽天资英勇，然器轻无君人之体，所以无成。」
郝经：「表据荆楚，襟带江汉，瞰临许雒。向从昭烈之言，勤王蹙操，则汉未遽亡也。亦优游自喜，隂蓄异志……其坐谈西伯亦犹隗嚣之在陇也。」「表有全楚，坐收天命。事防弗衷，得死为幸。」
罗贯中：「昔闻袁氏居河朔，今见刘君霸汉阳。尤决有谋空战讨，外宽内狭远贤良。绍因谭、尚须倾国，表为琦、琮立丧邦。观此可为千古戒，怨魂应是绕荆、襄！」
王夫之：「刘表文土也，而无能自立。」「刘表无戡乱之才，所固然也，然谓曹操方挟天子、擅威福，将夺汉室，而表不能兴勤王问罪之师，徒立学校、修礼乐，为不急之务，则又非可以责表也。表虽有荆州，而隔冥阨之塞，未能北向以争权，其约之以共灭曹氏者，袁绍也，绍亦何愈于操哉？绍与操自灵帝以来，皆有兵戎之任，而表出自党锢，固雍容讽议之士尔。荆土虽安，人不习战，绍之倚表而表不能为绍用，表非戡乱之才，何待杜袭而知之？表亦自知之矣。踌躇四顾于袁、曹之间，义无适从也，势无适胜也，以诗书礼乐之虚文，示间暇无争而消人之忌，表之为表，如此而已矣。中人以下自全之策也。不为祸先而仅保其境，无袁、曹显著之逆，无公孙赞乐杀之愚，故天下纷纭，而荆州自若。迨乎身死，而子琮举土以降操，表非不虑此，而亦无如之何者也。”」
柳从辰：「卓虽受诛，豪杰并起，跨州连郡如刘虞、公孙瓒、陶谦、袁绍、刘表、刘焉、袁术、吕布者，皆尝雄视一时，其权力犹足匡正帝室。」
王士正：「豚犬儿郎霸业空，冢中人不愧英雄。一杯遥酹襄江上，爱汝名高俊及中。」
蔡东藩：「刘景升亦非杰出才，偷息荆襄，不思展足，其无能已可概见；至如惑后妻，远长子，卒至身死未几，全州归曹；而于真诚坦白之刘玄德，若即若离，反使其仓皇奔走，濒死当阳，玄德不负景升，景升实负玄德耳。」
叶剑英：「忧患元元忆逝翁，红旗缥缈没遥空。昏鸦三匝迷枯树，回雁兼程溯旧踪。赤道雕弓能射虎，椰林匕首敢屠龙。景升父子皆豚犬，旋转还凭革命功。」
张靖龙：战争解决问题的年代，文化扩张战略只能被人当作以西伯自居的笑柄。
毛泽东一生嗜读《三国志》和《三国演义》，卢弼在《三国志集解·魏书·刘表传》中记载：刘表“少知名，号八俊。长八尺餘，姿貌甚伟”，毛泽东批注刘表道：“虚有其表”。

## 逸事
劉表作為儒者，對於儒家經典學說都很有研究，並且一直信守儒學所主張的中庸之道。從他在國事上的中立的態度，以及他在以下兩件事情的表現中，都可見一斑。
謝承的《後漢書》敍述了少年劉表與其老師王暢的辯論：其時王暢任南陽太守，有鑑於南陽的人民生活揮霍奢華，他於是領頭行儉，希望籍此改變民風。然而王暢的做法過於節儉，人民根本無法仿傚，因此時年17歲的劉表就勸諫王暢說：「奢不僭上，儉不逼下，蓋中庸之道，是故蘧伯玉恥獨為君子。府君若不師孔聖之明訓，而慕夷齊之末操，無乃皎然自遺（貴）于世?」（所謂過猶不及，不論是奢侈或節儉，都要合符中庸之道，這就是蘧伯玉恥於獨自成為君子的原因。府君(您)若果不師承孔子的明訓，而仰慕夷齊那些微不足道的操行，莫非是想讓自己在當世顯得份外高潔？）王暢答曰：「以約儉失之者鮮矣！且能以矯俗之歪風。」（因為節約行儉而犯過失的人甚為稀少吧！而且此舉亦兼能糾正世俗的歪風。）
《三國志‧陳登傳》引述了劉表宴客論英雄的經過：有一回，許汜和劉備一同在劉表處作客，當時劉表正在與劉備共論天下英雄人物。許汜於是說：「陳元龍湖海之士，豪氣不除。」（陳元龍只是個地方角頭，為人粗野。）劉備問劉表：「許君論是非？」（許先生說的話對嗎？）劉表答曰：「欲言非，此君為善士，不宜虛言；欲言是，元龍名重天下。」（說不對的話不恰當，因為許先生是仁善之士，並不會說謊；但若說是的話，也不恰當，因為元龍乃是名重天下的人物。）劉備於是問許汜：「君言豪，寧有事邪?」（您說他粗野，有事實根據嗎？）許汜就說：「昔遭亂過下邳，見元龍。元龍無客主之意，久不相與語，自上大床臥，使客臥下床。」（以前我為逃避戰亂而路過下邳，順道拜見元龍。但元龍並沒有要招待我的意思，亦不想跟我講話，之後更上了大床去睡覺，而我就只得睡在下床。）劉備就為陳登辯駁，直斥許汜說：「君有國士之名，今天下大亂，帝主失所，望君憂國忘家，有救世之意。而君求田問舍，言無可采，是元龍所諱也，何緣當與君語？如小人，欲臥百尺樓上，臥君于地，何但上下床之間邪?」（閣下有國士之名，而現在天下大亂，皇帝被脅，還望先生要憂國忘家，有救世的志向。但閣下卻四處寄宿白吃白喝，言談空洞無可取之處，這都是元龍所不喜歡的，又怎會想跟你談話呢？如果我是陳登的話，我則會睡在百尺高樓之上，而要你睡在地上，跟你又怎會只是上下床的區別呢？）劉表聽後大笑。劉備於是嘆說：「若元龍文武膽志，當求之于古耳，造次難得比也。」（像元龍這樣智勇兼備、又具膽色志向的人，大概只能在古代找到，現今的人都難以與他相提並論。）
曹丕在《典論‧酒誨》一篇中曾提及到劉表子弟的飲酒情況: 「荊州牧劉表，跨有南土，子弟驕貴，並好酒。為三爵，大曰伯雅，次曰仲雅，小曰季雅；伯受七升，仲受六升，季受五升。又設大針於杖端，客有醉酒寢地，輒以劖刺驗其醒醉，是酷於趙敬侯以筒酒灌人也……故南荆有三雅之爵，河朔有避暑之饮。」漢代的一升相等於現代的二百毫升，而文中所提及到的酒杯「三雅」，就是「雅量」一詞的典故，意指能夠飲下「三雅」任何一爵所盛的酒而不醉的話，就是有「雅量」。其後「雅量」輾轉引申為「器度」、「容人之量」的意思。
晉代干寶的《搜神記》亦載有一件與劉表相關的怪事：「建安初，荊州童謠曰：『八九年間始欲衰，至十三年無孑遺。』言自中興〔中平〕以來，荊州獨全，及劉表為牧，民又豐樂，至建安八年九年當始衰。始衰者，謂劉表妻死，諸將並零落也。十三年無孑遺者，表當又死，因以喪破也。是時，華容有女子忽啼呼雲：『荊州將有大喪。』言語過差，縣以為妖言，系獄月餘，忽於獄中哭曰：『劉荊州今日死。』華容去州數百里，即遣馬吏驗視，而劉表果死，縣乃出之。續又歌吟曰：『不意李立為貴人。』後無幾，太祖平荊州，以涿郡李立字建賢為荊州刺史。」
郭頒《魏晉世语》則記載一段關於劉表的軼事：在劉表死后80餘年，即西晋太康年間，有人掘出其冢墓。及後發現劉表及其妻之身形，竟然十分完整，仿如尚在人世，而且溢出的芬香仍能傳聞數里。
1993年5月，襄樊市新华书店在襄阳城东街南侧兴建综合楼处理地基时，发掘出大型古墓葬。后經確認為劉表墓。

## 宗族

### 妻妾
- 元配，正史不載其姓名，演義作陳氏，劉表被派往治理荊州之初，建安八年（203年）前後過世[14]。
- 蔡氏（繼妻），原是劉表的妾，元配死後，成為劉表的後妻，並非劉琮之生母。據《後漢書·卷七十四下·袁紹劉表列傳》所載，因為劉琮娶了蔡氏的侄女，所以偏愛劉琮而厭惡劉琦，欲立劉琮為荊州繼承者，正史亦沒有遭曹操殺害的記載。

### 姐妹
- 刘氏：张允之母。
- 刘氏：劉表之妹，隨劉表上任荊州，劉表曾欲將其許配給王粲，然而見王粲容貌甚醜，只好作罷。此事件出於世說新語，按三國志的說法是其女而非其妹。

### 子
- 刘琦
- 刘琮
- 刘修

### 女
- 刘氏，嫁王粲族兄王凯，生王业[15]

### 姪（從子）
- 劉磐，劉表平定長沙郡，劉磐與黃忠一同守攸縣。
- 劉虎
- 後世<山東日照東關劉氏>

## 屬臣

### 南郡
- 蒯良，劉表的重要謀士，劉表評為雍季之論，後勸劉琮投降曹操。
- 蒯越，劉表的重要謀士，劉表評為臼犯之謀，與龐季一同單騎說降擁眾據襄陽的江夏賊，後勸劉琮投降曹操。
- 龐季，受劉表所使與蒯越一同單騎說降擁眾據襄陽的江夏賊。
- 蔡瑁，劉表繼妻蔡氏之弟，支持劉琮繼承劉表地位。
  - 蔡中、蔡和（《演義》人物，為蔡瑁從兄弟）
  - 蔡勳（《演義》人物，為蔡瑁之弟）
  - 李珪（《演義》人物，為蔡瑁所殺）
- 張允，劉表之甥，支持劉琮繼承劉表地位。
- 文聘，劉表麾下大將，負責鎮守北方外敵。
- 王粲，劉表的賓客，勸劉琮投降曹操。
- 王威，劉琮投降曹操後，勸劉琮突襲曹操，但劉琮並不接納。
- 傅巽，劉表的賓客，勸劉琮投降曹操。
- 鄧羲，劉表帳下治中。
- 杜夔，劉表的賓客，古代音樂家。
- 劉先，劉表別駕。
- 劉闔 劉表別駕，煽動甘寧等人起兵反叛劉璋。
- 劉望之 劉表從事，後被劉表殺害。
- 劉廙 劉表從事，哥哥劉望之被殺後出走，投效曹操。
- 韓暨，宜城長。
- 韓嵩，劉表從事中郎。
- 伊籍，劉表的賓客，劉表病死，轉投劉備。
- 綦毋闓，劉表的儒士 。
- 宋忠，劉表的儒士。
- 呂公，孫堅攻打劉表時，據傳呂公率兵以滾木雷石擊中孫堅，孫堅當場死亡。
- 向朗，臨沮令，劉表歿後改仕劉備。
- 劉虎，劉表從子，與韓晞率五千兵抵抗孫策，被斬。
- 韓晞，與劉虎率五千兵抵抗孫策，被斬。
- 霍篤，劉表部曲，病故，由弟霍峻繼掌部曲。
  - 霍峻，接替兄長霍篤的部曲,劉表病死,率眾投劉備。
- 李嚴，秭歸令，曹操入荊州時，轉投劉璋，為成都令，後為護軍，拒劉備於緜竹。後率眾降劉備。

### 南陽·章陵
- 張繡，投靠劉表，後投降曹操。
- 鄧濟，在曹操攻張繡時，駐防湖陽，建安二年（197年）十一月，為曹軍所敗被俘。

### 江夏
- 黃祖，江夏太守。
  - 黃射，黃祖之子，章陵太守。
  - 蘇飛，任江夏都督。與甘寧為好友，助甘寧逃離黃祖勢力。後孫權打算將蘇飛處斬，甘寧以性命擔保救回蘇飛。
  - 張武、陳孫（《演義》人物，皆為劉備所討伐）
  - 張虎、陳生，兩人在正史中為賊，後降劉表。在《演義》中為黃祖部下，與孫堅軍交戰，戰死。
  - 鄧龍，孫權即位後，黃祖命其率數千兵入柴桑，遭周瑜擊破生擒）
  - 陳就，黃祖令陳就逆以水军出战。為吕蒙所殺。
  - 张硕，黃祖部將，江夏之戰擔任先鋒，遭遇奇襲而身亡。
  - 甘寧，本劉璋部下，與沈彌、婁發一起逃往荊州投靠劉表，射殺凌操，因不受重用，遂率部往江東投奔孫權麾下。
  - 潘濬，劉表任命為江夏太守黃祖從事。
  - 沈彌、婁發，本益州牧劉焉部下，兴平元年（194年），刘焉去世，其子刘璋继位，二人與甘寧起事反对刘璋，被赵韪打败后一起逃往荊州投靠劉表。

### 長沙
- 蘇代，吳郡人，代替北上的孫堅領銜長沙太守，之後臣服劉表。
- 張羡，長沙太守，經部下桓階與曹操串謀之下，反叛劉表。
  - 張懌，張羨之子。
  - 桓楷，應是指桓階，卻誤記為桓楷。
- 張機，據章太炎先生《張仲景事狀考》，推測上任時間約公元202年至205年之間。
  - 劉磐，劉表平定長沙郡，劉磐與黃忠一同守攸縣。
- 韓玄，《演義》與正史上皆為長沙太守，但是上任時間未有詳載，應為曹操南下收荊州時上任。
  - 楊齡（《演義》人物，韓玄部下）
  - 魏延（《演義》中為韓玄部下）
  - 黃忠，中郎將，與劉磐一同守攸縣。
  - 吳碭，南陽人，建安年間舉孝廉，後任職長沙安城長。在關羽與東吳爭荊州期間，與袁龍起兵支持關羽，在攸縣堅拒魯肅，以我是漢臣而不知有東吳，拒絕投降。步騭認為吳碭是義人，沒有怪罪他，吳碭從此隱居。
  - 袁龍，中郎將。響應關羽於起兵，守醴陵，被呂岱攻打，兵敗身亡。

### 武陵
- 金旋，按史實歷閱，應是劉表死後，曹操指派出任武陵太守。
  - 鞏志（《演義》人物，金旋部下）
  - 樊伷，南陽人，為武陵從事（未能確認上任時間）。潘濬評樊伷：“伷是南陽舊姓，頗能弄唇吻，而實無辯論之才。”孫權殺關羽、取荊州後，樊伷與裨將軍習珍共同舉兵，並誘導武陵蠻夷，圖謀將武陵郡獻給劉備，失敗被殺。
- 沙摩柯，武陵五溪蠻，胡王。後來在夷陵之戰響應蜀軍，被東吳大都督陸遜擊敗，戰死。

### 桂陽
- 趙範
  - 陳應、鮑隆（《演義》人物，趙範部下）
- 熊尚，零陵道縣人。劉表拜綏民校尉，又領曲江。居五年，去官，尋詔拜散騎都尉，立灌陽縣。
- 蔣雄（元代《三國志平話》人物，桂陽太守，才兼文武，中了張飛伏兵之計，被張飛刺於馬下[16]）
- 竇輔，東漢外戚竇武之孫，年幼時被胡騰、張敞等帶到零陵避禍，成人後在桂陽被推舉為孝廉，並被劉表闢為從事，隨劉琮投降曹操，後隨曹操征討馬超，中流矢卒。[17]

### 零陵
- 劉度
  - 邢道榮（《演義》人物）
  - 劉賢（《演義》人物，劉度之子）
- 熊望季，零陵人，熊尚同產弟。質性慷慨，史魚之直，零陵郡功曹、列掾、督郵、都梁長，早卒。
- 杜暉，零陵重安相。

### 交州
- 吳巨（《演義》誤作「吳臣」）
- 賴恭，原為劉表指派任交州刺史，因與吳巨不和遭趕回零陵。

## 盟友
- 袁紹
- 張繡
- 劉備

## 艺术形象

### 影视
- 香港亞洲電視電視劇《諸葛亮》（1985年）：司马华龙
- 中國中央電視台電視劇《三國演義》（1994年）：张达
- 台灣華視電視劇《三國英雄傳之關公》（1996年）：张文彬
- 中国中央电视台电视剧《武圣关公》（2004年）：嚴欣森
- 中國電視劇《三国》（2010年）：姬成功
- 香港無線電視台電視劇《回到三國》（2012年）：劉江
- 电视剧《武神赵子龙》（2016年）：王岗

## 延伸阅读
[在维基数据编辑]
 《後漢書·卷74下》，出自范晔《後漢書》
 《三國志/卷06》，出自陳壽《三國志》
 在维基共享资源阅览影像